# Какояннис, Михалис
Миха́лис Какоя́ннис (греч. Μιχάλης Κακογιάννης; 11 июня 1922, Лимасол, Кипр  — 25 июля 2011, Афины) — греческий кинорежиссёр, сценарист и продюсер.

## Биография
В 1939 отец направил Михалиса Какоянниса в Лондон, чтобы тот стал адвокатом. Однако после выпуска BBC World Service грекоязычных программ в ходе Второй мировой войны, Какояннис заинтересовался кинематографом. Он поступил в театральную школу Олд-Вик и был известен в начале своей карьеры как Майкл Яннис. После того как не смог найти себе работу в британской киноиндустрии, Какояннис вернулся в Грецию. Здесь в 1953 году он снял свой первый фильм «Счастье в Афинах». Позднее ему предложили стать директором ленты «Блики в золотом глазу», где в главных ролях должны сниматься Элизабет Тейлор и Марлон Брандо, однако Какояннис отказался.
В 1964 года Михалис Какояннис снял свою самую известную киноленту «Грек Зорба», позднее в 1983 году он был привлечен к постановке одноимённого мюзикла на Бродвее, основанного не столько на романе Никоса Казандзакиса, сколько на фильме Какоянниса. Большинство последующих работ режиссёра основаны на классических произведениях древнегреческой литературы, особенно на греческих трагедиях Еврипида: ему принадлежит кинотрилогия «Электра» (1962), «Троянки» (1971), «Ифигения» (1977). В 1999 году он поставил фильм «Вишнёвый сад» (по Чехову) с Шарлоттой Рэмплинг в главной роли.
Какояннис был номинирован на премию «Оскар» 5 раз, что стало рекордом для киприотских художников: за лучшую режиссёрскую работу, лучший адаптированный сценарий и лучший фильм «Грек Зорба», а также за лучший иностранный фильм — ленты «Электра» и «Ифигения».
В 2003 году Михалис Какояннис основал Фонд «Михалис Какояннис», основным направлением деятельности которого является содействие развитию национального греческого театрального искусства и кинематографа.

## Фильмография
- 1954 — Счастье в Афинах (Греция) — режиссёр
- 1955 — Стелла (Греция) — сценарист и режиссёр
- 1956 — Девушка в чёрном (Греция) — сценарист и режиссёр
- 1957 — Последняя ложь (Греция) — сценарист и режиссёр
- 1960 — Наша последняя весна (Греция) — сценарист, режиссёр и продюсер
- 1961 — Ничтожество (Италия, Кипр) — режиссёр
- 1962 — Электра (Греция) — режиссёр
- 1964 — Грек Зорба (США, Великобритания, Греция) — сценарист, режиссёр и продюсер
- 1967 — День, когда всплыла рыба (США, Великобритания, Греция) — сценарист, режиссёр и продюсер
- 1971 — Троянки (Великобритания, США, Греция) — режиссёр и продюсер
- 1974 — Сказание об Иакове и Иосифе (США) — режиссёр
- 1974 — Аттила 74: Захват Кипра[англ.] (Греция) — сценарист, режиссёр и продюсер
- 1977 — Ифигения (Греция) — режиссёр
- 1986 — Милая страна (Греция, США) — сценарист, режиссёр и продюсер
- 1993 — Вверх ногами и наперекосяк (Греция) — режиссёр
- 1999 — Вишнёвый сад (Греция, Франция, Кипр) — режиссёр